# Чезаре Сиепи
Чезаре Сиепи (на италиански: Cesare Siepi) е италиански оперен певец, смятан за един от най-добрите баси на втората половина на 20 век.
Той е роден в Милано на 10 февруари 1923 г. Започва оперната си кариера през 1941 г. След Втората световна война придобива международна известност.
Сред най-известните му роли е тази на Дон Жуан в едноименната опера на Волфганг Амадеус Моцарт.
Чезаре Сиепи умира в Атланта на 5 юли 2010 г.